# 臺灣汽車客運

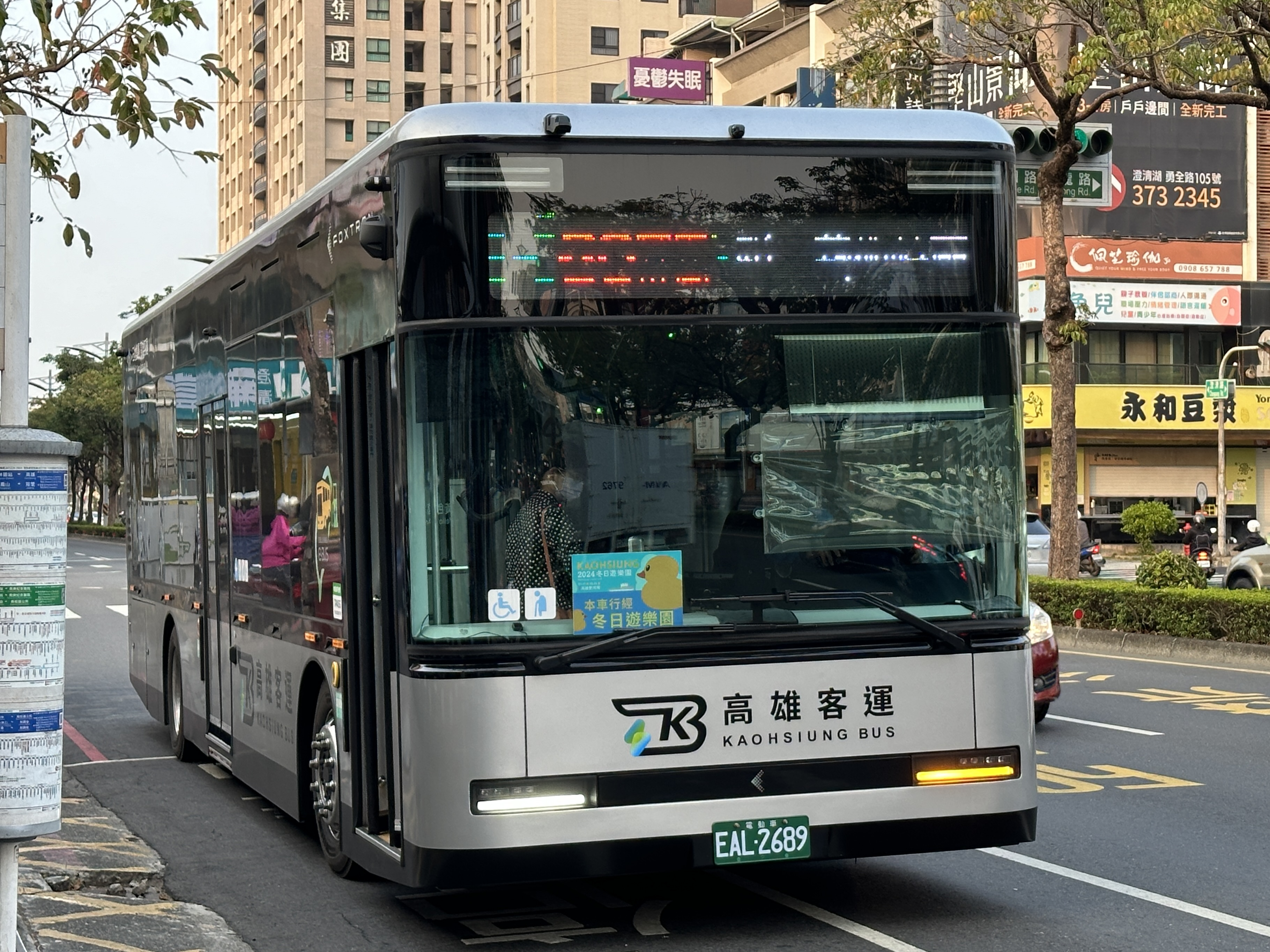
高雄客運的一輛公車

臺灣的汽車客運相當發達，並擁有廣大的公共汽車服務網路。在臺灣，市區客運通常簡稱為公車。其他的汽車客運服務稱為公路客運或國道客運，亦稱之為巴士或長途客運者。而經營汽車客運服務的公司通常以汽車客運公司作為公司名稱（簡稱客運公司）。

## 歷史

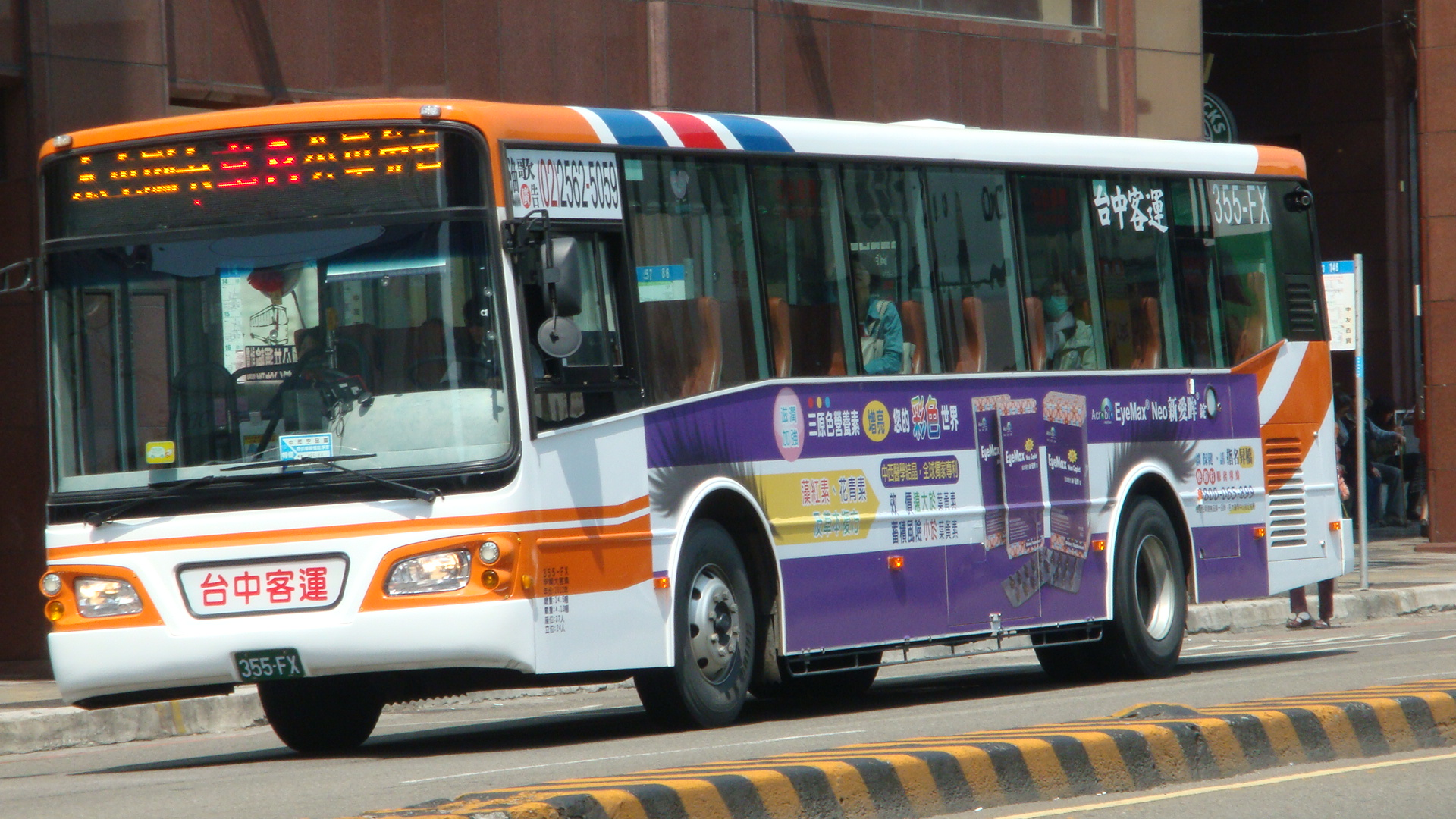
臺中客運的一輛公車

- 1958年10月1日：為便利民眾轉乘，彰化客運、員林客運、臺西客運連接各自營運路線成「草屯─斗六」線，是臺灣第一條公路客運聯營路線。[參⁠ 1]
- 1959年經由臺灣省公路局第三區、第二區營運處的加入，「草屯─斗六」於1959年南延嘉義、北延臺中為臺中─草屯─嘉義線，全程105.5公里。後臺中客運、嘉義客運也加入聯營。
- 2009年6月1日：公路總局對全臺各公路客運路線制定之統一四碼編號正式啟用[參⁠ 2]。
- 2013年5月25日：因1980年代中葉後，私人運具普及、替代路線增多、野雞車、國道三號通車等因素，一些業者退出。且因虧損問題，臺中─草屯─嘉義（6872線）於該日停駛。[參⁠ 3][參⁠ 4]

## 現況
臺灣的汽車客運路線按照中華民國公路法可區分成兩類：市區公車路線（市區汽車客運業）、公路客運路線（公路汽車客運業）。公路客運路線按是否以高速公路（國道）為主要行經道路，又可細分為一般公路客運路線與國道客運路線。臺灣經營國道客運路線的公路汽車客運業者，主要有首都客運、國光客運、統聯客運、和欣客運、日統客運等。而各縣市皆有經營一般公路客運路線的公路汽車客運業者，如首都客運、臺北客運、大都會客運、三重客運、高雄客運、嘉義客運、屏東客運、東台灣客運、新竹客運、南投客運、桃園客運、新店客運等。
往來於各城市間的國道客運班次密集，部分路線甚至24小時皆有班次服務，而且票價通常較航空客運和鐵路客運便宜，因此國道客運是臺灣民眾常使用的大眾交通方式之一。一般而言，非尖峰時段的交通頗為暢順，不需事先訂票，年節假期則是高速公路壅塞時段，則較需事先購票劃位或者使用其他大眾交通方式與私人交通工具，以節約時間。
經營往返桃園國際機場國道客運路線的汽車客運業者計有六家，分別是國光客運、大有巴士、長榮巴士、統聯客運、桃園客運及日豪客運，每日皆有固定班次往返於桃園國際機場與臺北市、臺中市及全臺各大城市。

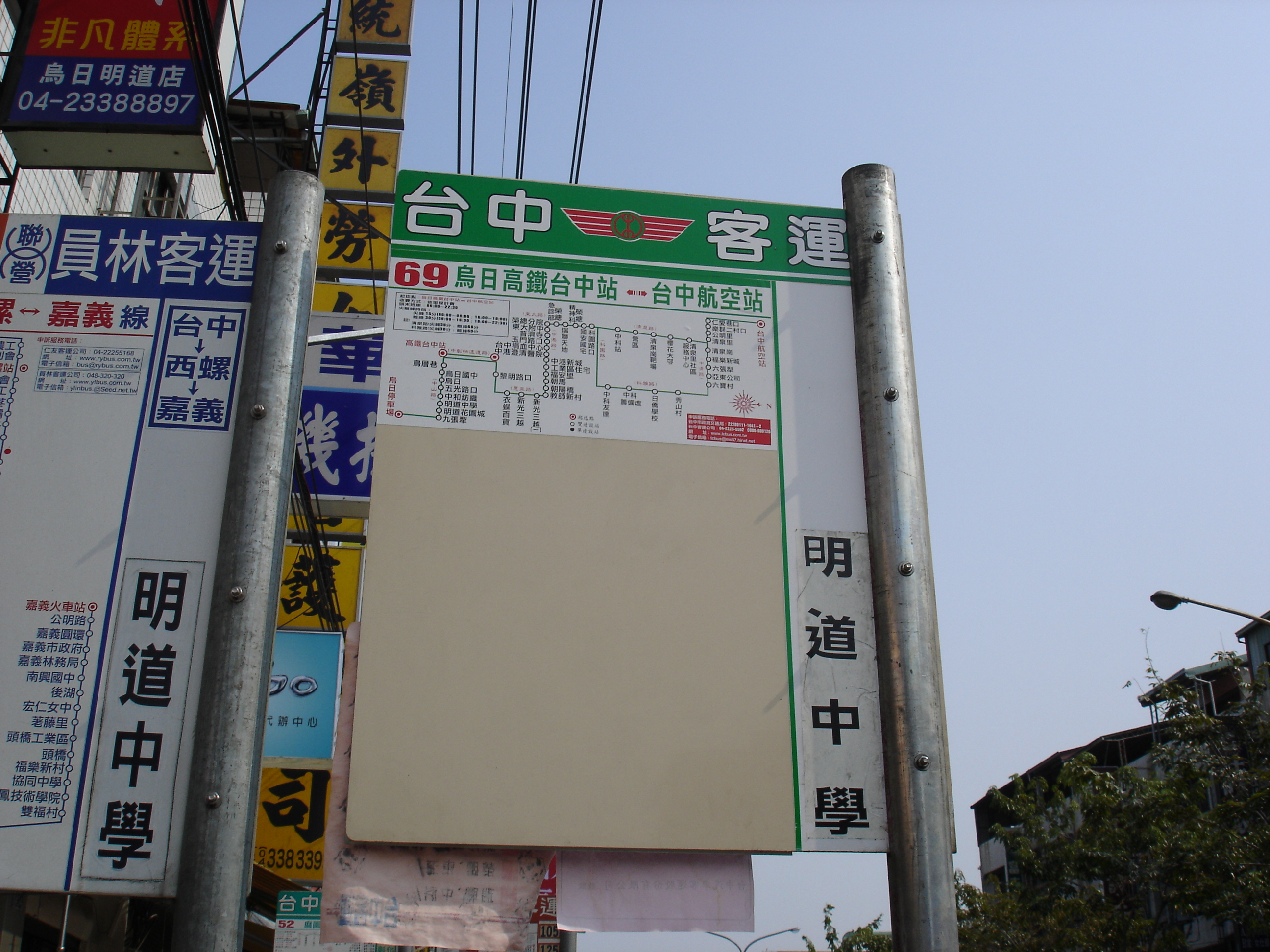
臺中市公車路線69路的站牌

### 市區汽車客運
市區汽車客運，又稱市區公車，係以直轄市、縣（市）政府為主管機關，除以該直轄市、縣（市）行政區為營運範圍外，並得申請延長至市區以外，實務上亦有跨3個直轄市的市區汽車客運路線(如新北市公車635路，跨臺北市、新北市及桃園市，由三重客運負責營運）。民營汽車客運業者若欲經營市區公車，須經直轄市、縣（市）政府所設置的審議會的審議，由直轄市、縣（市）政府或其設立的下屬業務主管機關核定後，方可營運。亦有由各級地方政府設立所屬機關來專責經營該管轄區內的市區公車業務者。收費方式也因分屬各直轄市、縣（市）管理而各有不同，如桃園市、臺中市、嘉義縣、澎湖縣採用「里程計費」模式；臺北市、臺南市、高雄市、彰化縣、南投縣、屏東縣、宜蘭縣、花蓮縣、臺東縣等則兼採段次及里程計費；其他直轄市、縣（市）則採「段次計費」（如：新北市、基隆市、新竹市、新竹縣、雲林縣、嘉義市、金門縣、連江縣）。
凡由直轄市、縣（市）政府為主管機關的汽車客運服務，即屬市區汽車客運，與路線是否以直轄市、縣（市）的繁榮地區或人口密集區為服務對象並無關聯。
目前中華民國臺閩地區各地方政府所監理的市區公車系統列表如下：
- 基隆市市區公車
- 臺北市市區公車
- 新北市市區公車
- 桃園市市區公車
- 新竹市市區公車
- 新竹縣市區公車
- 苗栗縣市區公車
- 臺中市市區公車
- 彰化縣市區公車（以彰化市、員林市為主）
- 南投縣市區公車
- 雲林縣市區公車
- 嘉義市市區公車
- 嘉義縣市區公車
- 臺南市市區公車（用大臺南公車作為品牌名稱）

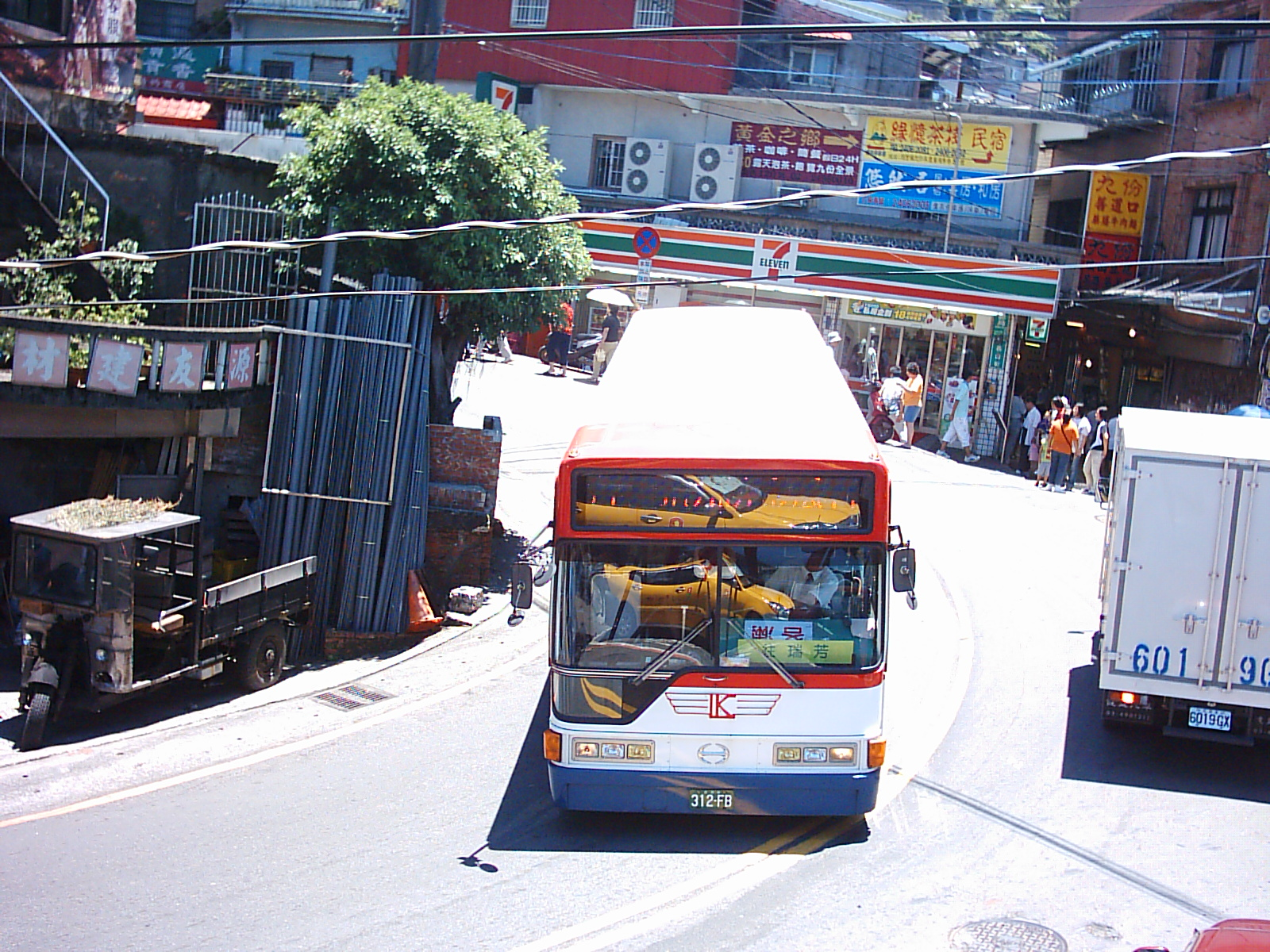
基隆客運國道客運路線行駛於九份

- 高雄市市區公車
- 屏東縣市區公車（以屏東市、恆春鎮為主）
- 宜蘭縣市區公車
- 花蓮縣市區公車（以花蓮市為主）
- 臺東縣市區公車
- 澎湖縣市區公車
- 金門縣市區公車
- 連江縣市區公車

### 公路汽車客運
公路汽車客運，又稱公路客運，係指由交通部公路總局作為主管機關，按一定路線以公共汽車運輸旅客的運輸服務。民營汽車客運業者若欲經營公路客運，須經交通部公路總局所設置的審議會的審議，由交通部公路總局核定後，方可營運。
2009年6月起，交通部公路總局各監理所管轄的公路客運路線改採四位數碼編號，以求與各地方政府所管理的二碼或三碼市區客運（市區公車）路線做區別，四位數字中的第一碼係代表不同的監理所：1代表臺北區監理所、2代表臺北市區監理所、3代表高雄市區監理所、5代表新竹區監理所、6代表臺中區監理所、7代表嘉義區監理所、8代表高雄區監理所、9則係涉及兩個以上監理所、0則為臨時路線，後三碼為所監理汽車客運業者路線代碼。
而隨著直轄市新北市、臺中市、臺南市、高雄市與桃園市的成立，公路總局將路線比例在各直轄市境內的公路客運路線移交給各直轄市政府監理，這些公路客運路線逐成為各直轄市的市區公車路線。
公路客運的四碼編號中前兩碼或前三碼係代表不同的汽車客運業者，列表如下：
註：X代表不同數字

| 臺北區監理所 - 10XX：基隆客運（1070由基隆客運與臺北客運聯營） - 112X-114X：花蓮客運 （目前改由統聯客運行駛） - 119X：新北客運 - 120X-121X：三重客運 - 157X-158X：首都客運 - 16XX：統聯客運 - 171X：皇家客運 - 172X：亞聯客運 - 173X-179X：國光客運（一般公路） - 180X-187X：國光客運（國道） - 188X：轄內業者聯營 - 191X：葛瑪蘭客運 - 196X：大有巴士 | 臺北市區監理所 - 200X：汎航通運（2002已改由國光客運經營） - 201X：豪泰客運 - 202X：中興巴士 - 208X：大都會客運 | 新竹區監理所 - 50XX-51XX：桃園客運 - 520X：長榮巴士 - 525X：亞通客運 - 530X：中壢客運 - 535X：台聯客運 - 56XX：亦捷科際、捷乘客運 - 57XX：金牌客運 - 58XX：苗栗客運 - 59XX：科技之星 | 臺中區監理所 - 61XX：台中客運 - 626X：全航客運 - 627X：杉林溪客運 - 628X：豐榮客運 - 63XX：總達客運 - 660X：豐原客運 - 665X-667X：南投客運 - 67XX：員林客運 - 68XX：轄內業者聯營 - 69XX：彰化客運 | 嘉義區監理所 - 70XX：日統客運 - 71XX：臺西客運 - 72XX：嘉義客運 - 73XX：嘉義縣公車處 - 75XX：和欣客運 - 77XX：轄內業者聯營 |

| 高雄區監理所 - 80XX：高雄客運 - 81XX：興東客運、東台灣客運 - 82XX：屏東客運 - 85XX：義大客運 | 跨所聯營 - 90XX：國道跨所聯營 - 91XX：一般公路跨所聯營 |  |

#### 一般公路客運
一般公路客運，係指由交通部公路總局監理的公路客運路線中，不以高速公路（國道）作為主要行駛道路者。一般公路客運的主要行駛道路多為省道、縣道、鄉道，亦有借行國道之例。票價通常採用里程計費，與市區公車併行路段依規定得比照市區公車收費，但不得超過原公路客運票價上限。

#### 國道客運
國道客運，係指由交通部公路總局監理的公路客運路線中，以高速公路（國道）做為主要行駛道路者。也称城際公共汽车。通常國道客運路線會連接距離較遠的二個城市，但也有追求快捷性的短距離國道客運路線。
現行臺灣的國道客運業者均為民營企業。國光客運（接手臺汽客運）、統聯客運（交通部輔導整合違法經營國道客運業者後成立）及和欣客運是3家路網較廣的國道客運業者，北部及東部地區則由首都客運市佔率較高。

### 文獻
- 暢行臺北-公車客運資訊站
- 查詢公路客運公司 （页面存档备份，存于）
- 公路及市區汽車客運業者 （页面存档备份，存于）

## 外部連結
- 交通部公路總局公路客運乘車資訊查詢系統 （页面存档备份，存于）
- 悠遊網 （页面存档备份，存于）